# Wagner Tódor
Wagner Tódor (Buda, 1814. augusztus 30. – Gumpendorf, 1850. július 13.) Szent Benedek-rendi áldozópap. 

## Élete
1834. szeptember 15-én lépett a rendbe. Bécsben végezvén teológiai tanulmányait, 1839. július 28-án fölszenteltetett és előbb Eggendorfban, 1848-tól pedig Gumpendorfban (Bécs külvárosában) lelkészkedett. 

## Munkája
- Predigt am neunten Sonntage nach Pfingsten bei Gelegenheit der Primizfeier des P. Hermann Schubert, Capitularen des Stiftes Schotten. Wien, 1849.